# Carleton (circonscription provinciale ontarienne)
Pour les articles homonymes, voir Carleton.
Circonscription électorale provinciale du Canada
Carleton (aussi connue sous le nom Lanark—Carleton) est une circonscription provinciale de l'Ontario représentée à l'Assemblée législative de l'Ontario de 1867 à 1999 et 1999 à 2007 sous le nom de Lanark—Carleton, ainsi que depuis 2018. 
Il ne faut pas confondre cette circonscription avec les circonscriptions fédérale et provinciale de Carleton situées au Nouveau-Brunswick.

## Géographie
En 2015, la circonscription consiste en une partie de la ville d'Ottawa.
Les circonscriptions limitrophes sont Kanata—Carleton, Lanark—Frontenac—Kingston, Leeds—Grenville—Thousand Islands et Rideau Lakes, Stormont—Dundas—Sud—Glengarry, Ottawa-Sud, Orléans  et Nepean.

## Historique
| Législature                                                                                        | Années        | Député           | Député              | Parti                     |
| -------------------------------------------------------------------------------------------------- | ------------- | ---------------- | ------------------- | ------------------------- |
| Carleton                                                                                           |               |                  |                     |                           |
| 1re                                                                                                | 1867-1871     |                  | Robert Lyon         | Libéral                   |
| 2e                                                                                                 | 1871-1874     |                  | George Monk         | Conservateur              |
| 3e                                                                                                 | 1875-1879     |                  | George Monk         | Conservateur              |
| 4e                                                                                                 | 1879-1883     |                  | George Monk         | Conservateur              |
| 5e                                                                                                 | 1883-1886     |                  | George Monk         | Conservateur              |
| 6e                                                                                                 | 1886-1890     |                  | George Monk         | Conservateur              |
| 7e                                                                                                 | 1890-1894     |                  | George Monk         | Conservateur              |
| 8e                                                                                                 | 1894-1898     | George Kidd      |                     | Conservateur              |
| 9e                                                                                                 | 1898-1902     | George Kidd      |                     | Conservateur              |
| 10e                                                                                                | 1902-1904     | George Kidd      |                     | Conservateur              |
| 11e                                                                                                | 1905-1907     | George Kidd      |                     | Conservateur              |
| 11e                                                                                                | 1907-1908     | Robert McElroy   |                     | Conservateur              |
| 12e                                                                                                | 1908-1911     | Robert McElroy   |                     | Conservateur              |
| 13e                                                                                                | 1911-1914     | Robert McElroy   |                     | Conservateur              |
| 14e                                                                                                | 1914-1919     | Robert McElroy   |                     | Conservateur              |
| 15e                                                                                                | 1919-1923     |                  | Robert Grant        | United Farmers            |
| 16e                                                                                                | 1923-1926     |                  | Adam Acres          | Conservateur              |
| 17e                                                                                                | 1926-1929     |                  | Adam Acres          | Conservateur              |
| 18e                                                                                                | 1929-1934     |                  | Adam Acres          | Conservateur              |
| 19e                                                                                                | 1934-1937     |                  | Adam Acres          | Conservateur              |
| 20e                                                                                                | 1937-1943     |                  | Adam Acres          | Conservateur              |
| 21e                                                                                                | 1943-1945     |                  | Adam Acres          | Conservateur              |
| 22e                                                                                                | 1945-1948     |                  | Adam Acres          | Conservateur              |
| 23e                                                                                                | 1948-1951     |                  | Donald Morrow       | Progressiste-conservateur |
| 24e                                                                                                | 1951-1955     |                  | Donald Morrow       | Progressiste-conservateur |
| 25e                                                                                                | 1955-1959     | William Johnston |                     | Progressiste-conservateur |
| 26e                                                                                                | 1959-1963     | William Johnston |                     | Progressiste-conservateur |
| 27e                                                                                                | 1963-1967     | William Johnston |                     | Progressiste-conservateur |
| 28e                                                                                                | 1967-1971     | William Johnston |                     | Progressiste-conservateur |
| 29e                                                                                                | 1971-1975     | Sid Handleman    |                     | Progressiste-conservateur |
| 30e                                                                                                | 1975-1977     | Sid Handleman    |                     | Progressiste-conservateur |
| 31e                                                                                                | 1977-1980     | Sid Handleman    |                     | Progressiste-conservateur |
| 31e                                                                                                | 1980-1981     | Robert Mitchell  |                     | Progressiste-conservateur |
| 32e                                                                                                | 1981-1985     | Robert Mitchell  |                     | Progressiste-conservateur |
| 33e                                                                                                | 1985-1987     | Robert Mitchell  |                     | Progressiste-conservateur |
| 34e                                                                                                | 1987-1990     | Norm Sterling    |                     | Progressiste-conservateur |
| 35e                                                                                                | 1990-1995     | Norm Sterling    |                     | Progressiste-conservateur |
| 36e                                                                                                | 1995-1999     | Norm Sterling    |                     | Progressiste-conservateur |
| Lanark—Carleton                                                                                    |               |                  |                     |                           |
| 37e                                                                                                | 1999-2003     |                  | Norm Sterling       | Progressiste-conservateur |
| 38e                                                                                                | 2003-2007     |                  | Norm Sterling       | Progressiste-conservateur |
| Circonscription dissoute parmi Carleton—Mississippi Mills et Lanark—Frontenac—Lennox and Addington |               |                  |                     |                           |
| Circonscription issue de Carleton—Mississippi Mills, Ottawa-Sud et Nepean—Carleton                 |               |                  |                     |                           |
| 42e                                                                                                | 2018–2022     |                  | Goldie Ghamari (en) | Progressiste-conservateur |
| 43e                                                                                                | 2022–2025     |                  | Goldie Ghamari (en) | Progressiste-conservateur |
| 44e                                                                                                | 2025–en cours | George Darouze   |                     | Progressiste-conservateur |

## Résultats électoraux
Depuis 2018

1967-2007

## Circonscription fédérale
Depuis les élections provinciales ontariennes du 4 octobre 2007, l'ensemble des circonscriptions provinciales et des circonscriptions fédérales sont identiques.